# Heterospilus cephi
Heterospilus cephi är en stekelart som beskrevs av Sievert Allen Rohwer 1925. Heterospilus cephi ingår i släktet Heterospilus och familjen bracksteklar. Inga underarter finns listade i Catalogue of Life.